# Список хмарочосів України (за кількістю поверхів)
Список хмарочосів України за кількістю поверхів — перелік будівель України, що мають понад 30 поверхів. Технічні поверхи у даному списку також враховуються.
На сьогоднішній день лідируючу позицію займає 47-поверховий Житловий комплекс на Кловському узвозі, 7 у Києві.

## Збудовано
Список хмарочосів України за кількістю поверхів — перелік збудованих найбільш поверхових будинків України. Враховуються технічні поверхи будівель.
Список станом на квітень 2021 року.
| №  | Назва                          | Поверхів | Роки побудови | Координати                                                                  | Місто  |
| -- | ------------------------------ | -------- | ------------- | --------------------------------------------------------------------------- | ------ |
| 1  | ЖК на Кловському узвозі, 7     | 47       | 2008—2013     | 50°26′18″ пн. ш. 30°32′22″ сх. д. / 50.43833° пн. ш. 30.53944° сх. д.       | Київ   |
| 2  | ЖК «Manhattan»                 | 3 х 40   | 2016—2020     | 50°26′53.2″ пн. ш. 30°28′47.8″ сх. д. / 50.448111° пн. ш. 30.479944° сх. д. | Київ   |
| 3  | ЖК «Jack House»                | 39       | 2013—2018     | 50°26′03″ пн. ш. 30°31′56″ сх. д. / 50.43417° пн. ш. 30.53222° сх. д.       | Київ   |
| 4  | ЖК «Корона»                    | 38       | 2004—2007     |                                                                             | Київ   |
| 5  | ЖК «Корона № 2»                | 38       | 2006—2008     |                                                                             | Київ   |
| 6  | ЖК пр. Соборності, 30          | 2 х 36   | 2012—2016     |                                                                             | Київ   |
| 7  | ЖК «Мега-Сіті»                 | 36       | 2004—2014     |                                                                             | Київ   |
| 8  | БЦ «Гуллівер»                  | 35       | 2003—2012     | 50°26′20″ пн. ш. 30°31′26″ сх. д. / 50.43889° пн. ш. 30.52389° сх. д.       | Київ   |
| 9  | ЖК вул.Ревуцького, 7           | 34       | 2009—2014     |                                                                             | Київ   |
| 10 | ЖК «Victory-V»                 | 34       | 2016—2019     |                                                                             | Київ   |
| 11 | БЦ «Парус»                     | 33       | 2004—2007     |                                                                             | Київ   |
| 12 | ЖК бул. Лесі Українки          | 33       | 2007—2011     |                                                                             | Київ   |
| 13 | ЖК «Royal Tower»               | 33       | 2008—2016     |                                                                             | Київ   |
| 14 | ЖК «Славутич»                  | 33       | 2016—2020     |                                                                             | Київ   |
| 15 | БФК «Олімпійський»             | 32       | 2003—2005     |                                                                             | Київ   |
| 16 | ЖК «Сонячна Рів'єра»           | 2 х 32   | 2014—2018     |                                                                             | Київ   |
| 17 | ЖК «Михайла Гришка, 9»         | 32       | 2004—2006     |                                                                             | Київ   |
| 18 | ЖК «Срібний Бриз»              | 2 х 32   | 2002—2010     |                                                                             | Київ   |
| 19 | ЖК «Елегант»                   | 32       | 2008—2013     |                                                                             | Київ   |
| 20 | ЖК «Park Hills»                | 32       | 2011—2014     |                                                                             | Київ   |
| 21 | ЖК «Сосновий Бір»              | 32       | 2011—2014     |                                                                             | Київ   |
| 22 | ЖК «Новопечерські Липки»       | 5 х 32   | 2009—2015     |                                                                             | Київ   |
| 23 | ЖК «Greenville Park»           | 2 х 32   | 2017—2020     |                                                                             | Київ   |
| 24 | ЖК вул. Солом'янська           | 32       | 2006—2011     |                                                                             | Київ   |
| 25 | ЖК вул. Олександра Мішуги      | 32       | 2006—2010     |                                                                             | Київ   |
| 26 | ЖК «Свічки»                    | 31       | 1975—1979     |                                                                             | Дніпро |
| 27 | ЖК бул. Лесі Українки, 7       | 31       | 2008—2011     |                                                                             | Київ   |
| 28 | ЖК «Олімпійський»              | 31       | 2017—2020     |                                                                             | Одеса  |
| 29 | ЖК пр. Героїв Сталінграда, 2   | 30       | 2007—2013     |                                                                             | Київ   |
| 30 | ЖК «Совські Ставки»            | 30       | 2014—2016     |                                                                             | Київ   |
| 31 | ЖК «Delmar»                    | 30       | 2013—2018     |                                                                             | Київ   |
| 32 | ЖК вул. Євгена Коновальця, 36Б | 30       | 2006—2012     |                                                                             | Київ   |
| 33 | ЖК «Новопечерська вежа»        | 30       | 2014—2020     |                                                                             | Київ   |
| 34 | ЖК «Башти»                     | 2 х 30   | 1999—2005     |                                                                             | Дніпро |

## Будується
Список хмарочосів України за кількістю поверхів — перелік хмарочосів, що перебувають в процесі будівництва.
Список станом на січень 2025 року.
| №  | Назва                     | Поверховість | Роки побудови | Координати                                                            | Місто  |
| -- | ------------------------- | ------------ | ------------- | --------------------------------------------------------------------- | ------ |
| 1  | ЖК «50Avenue»             | 50           | 2019—         |                                                                       | Київ   |
| 2  | БФК «Sky towers»          | 47           | 2007—         | 50°26′55″ пн. ш. 30°28′37″ сх. д. / 50.44861° пн. ш. 30.47694° сх. д. | Київ   |
| 3  | ЖК «NVER»                 | 39, 42       | 2020—         |                                                                       | Київ   |
| 4  | БФК «MAYAK»               | 37           | 2020—2025     |                                                                       | Дніпро |
| 5  | ЖК «Taryan Towers»        | 3 x 35       | 2017—         |                                                                       | Київ   |
| 6  | ЖК «Salut»                | 31, 35       | 2019—         |                                                                       | Київ   |
| 7  | ЖК «Метрополіс»           | 7 х 34       | 2017—         |                                                                       | Київ   |
| 8  | ЖК «Solar City»           | 34           | 2017—         |                                                                       | Київ   |
| 9  | ЖК «Славутич 2.0»         | 33           | 2017—2021     |                                                                       | Київ   |
| 10 | ЖК «Мозаїка»              | 2 х 33       | 2013—         |                                                                       | Київ   |
| 11 | ЖК «А136 Highlight House» | 33           | 2019—2025     |                                                                       | Київ   |
| 12 | ЖК «GENESIS»              | 33           | 2019—         |                                                                       | Київ   |
| 13 | ЖК «Bartlolomeo»          | 2x33         | 2019—2025     |                                                                       | Дніпро |
| 14 | ЖК «Edelweiss House»      | 2 x 32       | 2015—2024     |                                                                       | Київ   |
| 15 | ЖК «Diadans»              | 2 x 32       | 2019—2025     | 50°25′35″ пн. ш. 30°31′40″ сх. д. / 50.42639° пн. ш. 30.52778° сх. д. | Київ   |
| 16 | ЖК «Oasis»                | 32           | 2020—         |                                                                       | Київ   |
| 17 | ЖК «ЕкспоГрад»            | 2 х 31       | 2017—         |                                                                       | Київ   |
| 18 | ЖК «Healthy City»         | 4 х 31       |               |                                                                       | Київ   |
| 19 | ЖК «FJORD»                | 31           | 2019—         |                                                                       | Київ   |
| 20 | БФК «Signature»           | 30           | 2015—2022     |                                                                       | Київ   |
| 21 | ЖК «Тріумф»               | 30           | 2020—         |                                                                       | Дніпро |

## Галерея

47-поверховий ЖК на Кловському узвозі
38 поверховий житловий комплекс «Корона»
«Гуллівер»
Офісно-житловий комплекс «Олімпійський»
БФК Мега-Сіті